# Kitab Ruyar

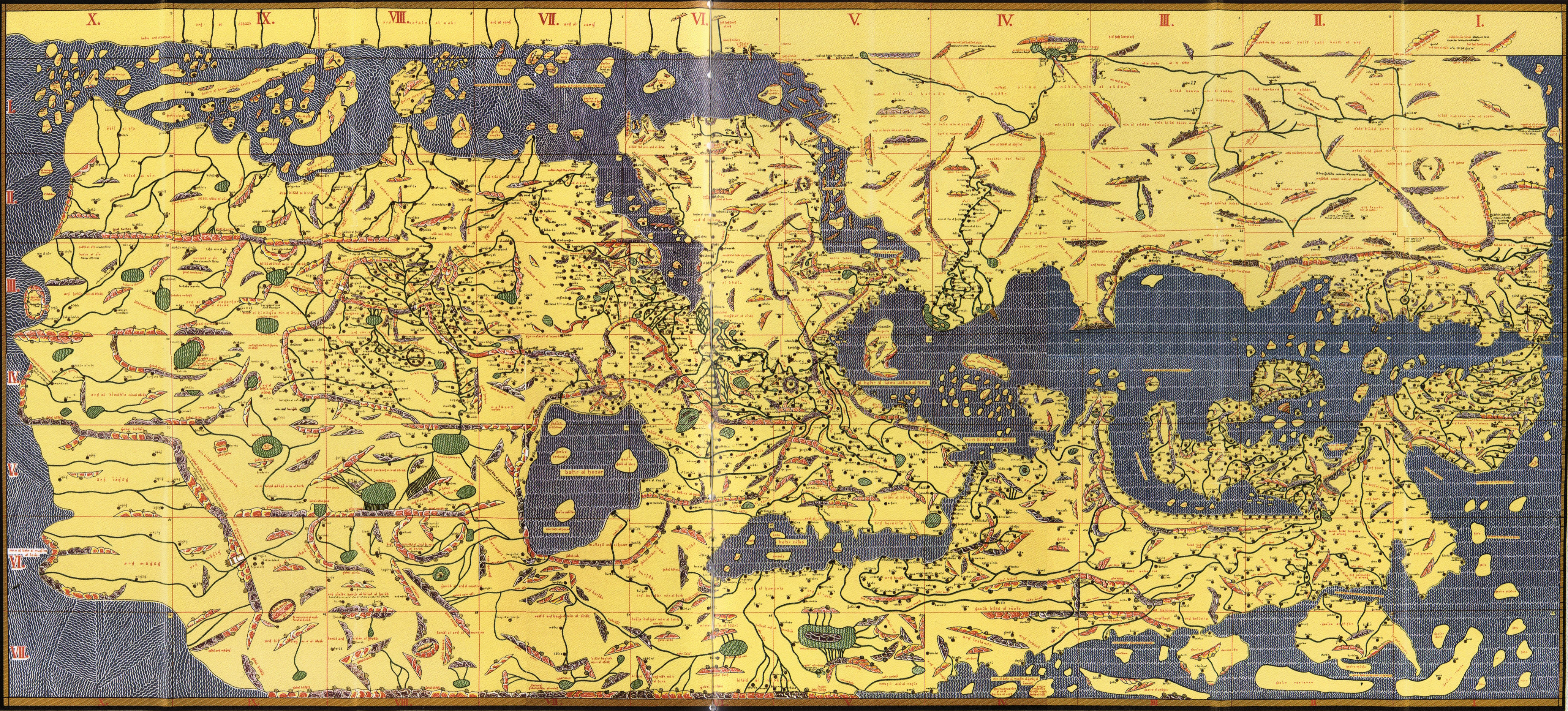
Copia de la Tabula Rogeriana realizada por Muhammad al-Idrisi en 1154.

El Kitāb Rūŷar o Libro de Rogerio fue una obra geográfica de Al-Idrisi realizada en el siglo XII. 
Basada en las obras clásicas, tiene al igual que aquellas tres partes. En la primera, siguiendo a la Geographia de Ptolomeo, se describe la forma y las dimensiones de la Tierra. La segunda parte se centra en las divisiones del planeta. Para ello sigue dos modelos. En el primero divide el mundo en siete franjas paralelas al ecuador, siguiendo la tradición griega de división en grandes zonas climáticas. En el segundo modelo, en cambio, sigue la tradición islámica, dividiendo en diez secciones contando desde Occidente a Oriente. Por último en la tercera parte, se presentan diferentes territorios a través de itinerarios. En los lugares más importantes, sigue la tradición corográfica de destacar los aspectos más relevantes de su historia, lugar físico, etcétera. La cartografía asociada al libro se denomina Tabula Rogeriana.
- Datos: Q1089336
- Multimedia: Tabula Rogeriana / Q1089336